# Orsa
Orsa – miejscowość (tätort) w Szwecji, w regionie administracyjnym (län) Dalarna. Siedziba władz (centralort) gminy Orsa. 
Miejscowość położona jest w prowincji historycznej (landskap) Dalarna, ok. 15 km na północ od Mora, nad jeziorem Orsasjön. Przez Orsa przebiega droga E45 oraz linia kolejowa Kristinehamn – Gällivare (Inlandsbanan). 
Otwarcie Inlandsbanan oraz eksploatacja okalających Orsa lasów pod koniec XIX w. przyczyniły się do szybkiego rozwoju miejscowości, która w l. 1902-1966 miała status municipalsamhälle.
W Orsa urodzili się m.in.:
- Albin Hagström, muzyk, twórca instrumentów, założyciel firmy Hagström
- Gustaf de Laval, inżynier, konstruktor, wynalazca i przemysłowiec

W 2010 r. Orsa liczyła 5308 mieszkańców.